# Вейверяй
Вейверяй (лит. Veiveriai) — місто в Литві. За даними перепису 2011 року, його населення становило 1167 осіб. Знаходиться приблизно в 18 км на південний захід від Каунаса по дорозі на Маріямполе.

## Історія
| Рік      | Населення |
| -------- | --------- |
| 1827 рік | 249       |
| 1897 рік | 921       |
| 1923 рік | 813       |
| 1959 рік | 693       |
| 1970 рік | 775       |
| 1979 рік | 859       |
| 1987 рік | 902       |

Місто вперше згадується в письмових джерелах у 1744 році, але почало розвиватися століттям пізніше, коли в 1838–1839 роках на дорозі Каунас — Сувалки, що була частиною довшого шляху Берлін — Санкт-Петербург, була заснована велика поштова станція. Тут зупинялися поштові карети, щоб змінити коней і забрати пасажирів. Офіс був закритий після того, як поштовий шлях замінила залізниця Варшава – Санкт-Петербург, побудована в 1859–1861 роках. Під час повстання 1863 року 21 серпня 1863 року відбувся бій між місцевими повстанцями (близько 620 чоловік) і російськими військами. Погано озброєні повстанці зазнали поразки і втратили близько 80 чоловік перед відступом. Після створення вчительської семінарії Вейверяй став центром освіти та культури. У 1930-х роках, під час економічної кризи, місто було частиною запеклих протестів проти уряду Антанаса Сметони. Двоє протестувальників були вбиті. Після Другої світової війни Вейверяй підтримував збройний антирадянський опір. У 1989 році був створений Skausmo kalnelis (Пагорб скорботи), де поховані тіла загиблих борців опору. Пагорб включено до герба міста, прийнятого у 2004 році.